# ELSTAT

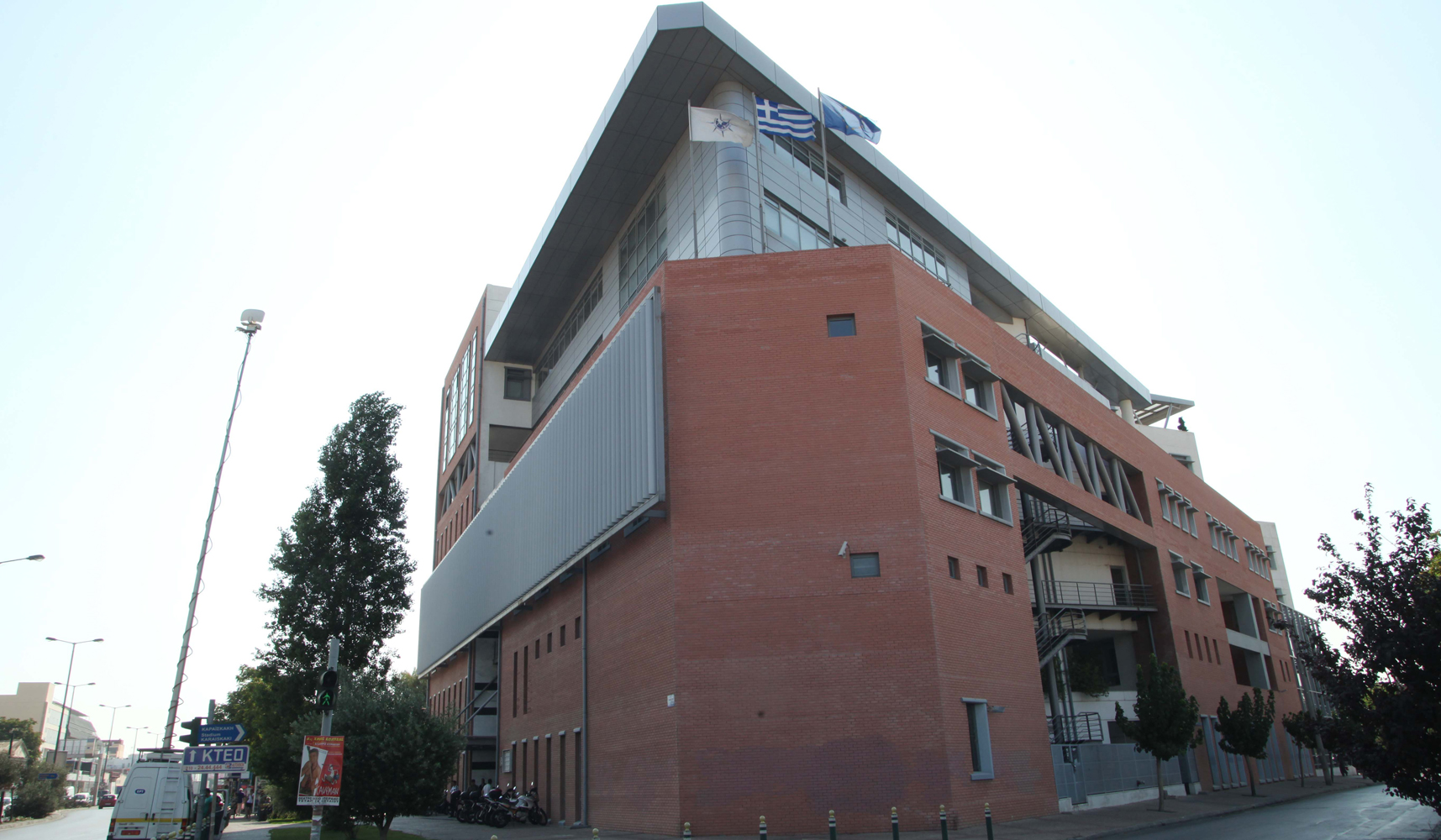
ELSTAT-Gebäude

Das Griechische Statistische Amt, griechisch Ελληνική Στατιστική Αρχή Ellinikí Statistikí Archí, abgekürzt ΕΛ.ΣΤΑΤ EL.STAT, ist seit Juli 2010 die nationale statistische Behörde Griechenlands mit Sitz in Piräus. Sie erhebt, sammelt und analysiert statistische Informationen zu Wirtschaft, Gesellschaft und Umwelt.
Andreas Georgiou wurde 2010 ELSTAT-Präsident. Er legte am 2. August 2015 sein Amt mit sofortiger Wirkung nieder.

## Vorgängerinstitution ESYE
Mit Beschluss des Parlaments wurde 1986 der Bereich Statistik in dem Generalsekretariat für statistische Dienste Griechenlands (Γενική Γραμματεία Εθνικής Στατιστικής Υπηρεσίας της Ελλάδος Γ.Γ.ΕΣΥΕ. oder kurz Εθνική Στατιστική Υπηρεσία της Ελλάδος Ethnikí Statistikí Ypiresía, ΕΣΥΕ ESYE) gebündelt. Es unterstand dem Wirtschafts- und Finanzministerium. Faktisch hatte dies zur Folge, dass Regierungen auf die Behörde Einfluss nehmen konnten.
Im November 2004 veröffentlichte Eurostat einen umfangreichen Bericht über die von der griechischen Regierung geänderte Berechnung des Haushaltsdefizits und der staatlichen Verschuldung. Der Bericht sagt aus, dass das öffentliche Defizit in der Zeit von 1997 bis 2003 stets über 3 % des Bruttoinlandsprodukts (BIP) lag. Somit lagen die griechischen Defizitangaben über dem für die Maastrichter EU-Konvergenzkriterien vereinbarten Grenzwert von maximal drei Prozent des BIP. Griechenland hätte der Europäischen Währungsunion auf der Grundlage der korrekten Daten nicht beitreten dürfen.
Nach der Parlamentswahl am 4. Oktober 2009 kam es zu einem Regierungswechsel: Die PASOK erhielt die absolute Mehrheit der Sitze im Parlament und löste die seit 2004 regierende Nea Dimokratia unter Kostas Karamanlis (Kabinett Kostas Karamanlis I, Kabinett Kostas Karamanlis II) ab. Der PASOK-Vorsitzende Giorgos Papandreou wurde neuer Ministerpräsident (Kabinett Papandreou).
Der neue Finanzminister Giorgos Papakonstantinou setzte eine Kommission ein, die die Lage des Staatshaushaltes und das Finanzgebaren der vergangenen Jahre untersuchte und feststellte, dass die Vorgängerregierung ihr nicht genehme Zahlen einfach „unter den Tisch fallen ließ“ und die Statistiken schönte. Auch aus einer Analyse von Eurostat ergab sich das Bild einer regelrechten Fälscherwerkstatt. Die EU-Kommission urteilte im „Bericht zu den Statistiken Griechenlands“ (8. Januar 2010), ESYE liefere keine zuverlässigen Daten, da es zum einen beim ESYE „qualitative methodische Mängel“ gebe und ESYE zum anderen „am Gängelband der Politik“ sei. Der Bericht zeigte unter anderem auf, dass die in den Jahren zwischen 1997 und 2003 sowie im Jahr 2009 von den griechischen Behörden der Kommission mitgeteilten Defizitzahlen nicht nach den europäischen Regeln berechnet waren. Die Anmerkungen zu den Fragen der statistischen Methodik umfassten Punkte wie „Korrektur der Staatskonten“, „Erfassung der Steuereinnahmen“ und „Ausgaben für den Erwerb von militärischem Gerät“. Beispielsweise waren Militärausgaben dem Lieferungs- und nicht dem Bestelljahr zugeordnet. Solange diese Schwächen nicht behoben seien, bleibe die Zuverlässigkeit der Daten fragwürdig.

## Neugründung 2010
Auf Empfehlung von Eurostat wurde die bisherige ESYE aufgelöst und im Juli 2010 ELSTAT als neue regierungsunabhängige Behörde gegründet. Ihr wurden sämtliche ESYE-Aufgaben übertragen.
ESYE war ein Generalsekretariat des griechischen Wirtschafts- und Finanzministeriums; ELSTAT ist dagegen eine regierungsunabhängige Behörde, die nur der Kontrolle des griechischen Parlaments untersteht. Von den sieben Mitgliedern des Führungsgremiums werden vier vom Präsidium des griechischen Parlaments gewählt; je ein weiteres wird ernannt vom Finanzminister, vom Gouverneur der Bank von Griechenland und vom Verband der Angestellten der ELSTAT.
Zu den Aufgaben der ELSTAT gehört auch die Durchführung von Volkszählungen.